# Richard Belzer
Pour les articles homonymes, voir Belzer.
Richard Belzer est un acteur, scénariste et présentateur de télévision américain né le 4 août 1944 à Bridgeport dans le Connecticut aux États-Unis et mort le 19 février 2023 à Beaulieu-sur-Mer en France,,.
Il est particulièrement connu pour le rôle du policier John Munch dans la série New York, unité spéciale. Il a joué ce rôle dans huit séries différentes : New York, unité spéciale, Homicide, X-Files, The Beat (en), New York, police judiciaire, New York, cour de justice, Arrested Development et Sur écoute.
Il a aussi animé l'émission de télévision Hot Properties (un « talk show »).

## Biographie
Il est un des rares acteurs à avoir interprété le même personnage (celui de John Munch) dans de nombreuses séries et notamment en tant que rôle principal dans Homicide et New York, unité spéciale.
En 2013, Richard Belzer fait l'acquisition d'une maison en France à Bozouls, dans le département de l'Aveyron.
Richard Belzer a toujours cru à une conspiration pour assassiner le président John F. Kennedy et il a écrit des livres développant ces théories :
- UFOs, JFK, and Elvis: Conspiracies You Don't Have to Be Crazy to Believe (2000)[5]
- Dead Wrong: Straight Facts on the Country's Most Controversial Cover-Ups[6]
- Hit List: An In-Depth Investigation into the Mysterious Deaths of Witnesses to the JFK Assassination[7]
- Corporate Conspiracies: How Wall Street Took Over Washington[8]
- Someone Is Hiding Something: What Happened to Malaysia Airlines Flight 370?[9]

### Famille
Richard Belzer est le cousin de l'acteur Henry Winkler.

## Filmographie

### Comme acteur

#### Cinéma
- 1974 : The Groove Tube (en) : Rodriguez / Leo Batfish / The President / The Hooker
- 1980 : Fame d'Alan Parker : Comedy Club Emcee
- 1982 : Café Flesh de Rinse Dream : Loud-mouthed audience member
- 1982 : Avec les compliments de l'auteur (Author! Author!) d'Arthur Hiller : Seth Shapiro
- 1982 : Les Croque-morts en folie (Night Shift) de Ron Howard : Pig
- 1983 : Scarface de Brian De Palma : M.C. at Babylon Club
- 1986 : Charlie Barnett's Terms of Enrollment (vidéo) : Man Reading Paper
- 1986 : Pat Benatar: The Visual Music Collection (vidéo) : Artie the comic (segment Le Bel Âge)
- 1986 : America de Robert Downey Sr. : Gypsy Beam
- 1987 : Flicks : Stoner
- 1988 : The Wrong Guys (en) de Danny Bilson : Richard 'Belz' Belzer
- 1988 : Le Tueur de l'autoroute (Freeway) : Dr David Lazarus
- 1989 : Autant en emporte Fletch! (Fletch Lives) de Michael Ritchie : Phil
- 1989 : The Big Picture de Christopher Guest : Video Show Host
- 1990 : Le Bûcher des vanités (The Bonfire of the Vanities) de Brian De Palma : producteur de télévision
- 1991 : Missing Pieces de Leonard B. Stern : Baldesari
- 1991 : Flash II: La revenche du Trickster (The Flash II: Revenge of the Trickster) (vidéo) : Joe Kline
- 1991 : Off and Running d'Edward Bianchi : Milt Zoloth
- 1992 : Flash III: Deadly Nightshade (vidéo) : Joe Kline
- 1993 : Flingueur et glory ou Mad Dog and Glory : M.C. / Comic
- 1993 : Snake Eyes (Dangerous Game) d'Abel Ferrara : caméo
- 1994 : L'Irrésistible North (North) de Rob Reiner : Barker
- 1994 : Les Maîtres du monde (The Puppet Masters) de Stuart Orme : Jarvis
- 1995 : Not of This Earth de Terence H. Winkless : Jeremy Pallin
- 1996 : Girl 6 de Spike Lee : Caller #4, Beach
- 1996 : Les Nouvelles aventures de la famille Brady (A Very Brady Sequel) d'Arlene Sanford : Détective du LAPD
- 1996 : Get on the Bus de Spike Lee : Rick
- 1998 : The Bar Channel de Frank Chindamo
- 1998 : La Mutante 2 (Species II) de Peter Medak : le président des États-Unis
- 1999 : Jump de Justin McCarthy : Jerry
- 2003 : Pat Benatar: Choice Cuts - The Complete Video Collection (vidéo) : Artie (segment Le Bel Âge)

#### Télévision
- 1981 : Likely Stories, Vol. 1
- 1983 : Likely Stories, Vol. 3 : Richard
- 1985 : Clair de Lune, 2x10 : Léonard
- 1986 : Miami Vice, 2x21 : capitain Hook
- 1990 : Flash (The Flash) : Joe Kline
- 1993 - 1999 : Homicide : inspecteur John Munch
- 1994 : Bandit: Bandit Bandit : Big Bob
- 1994 : Hart to Hart: Crimes of the Hart : détective Frank Giordano
- 1995 : Prince for a Day : Bernie Silver
- 1995 : Le Retour des envahisseurs (The Invaders) : Randy Stein
- 1996 : Une dette mortelle (Deadly Pursuits) : Mariano
- 1997 : X-Files : inspecteur Munch de la police de Baltimore (épisode 3 saison 5 : Les Bandits solitaires)
- 1999 - 2016 : New York, unité spéciale : inspecteur puis sergent John Munch (saison 1 à 15 puis 17)
- 2008 : The Wire : John Munch, caméo

### Comme scénariste
- 1986 : The Richard Belzer Show (feuilleton TV)
- 1986 : The Young Comedians All-Star Reunion (TV)
- 1997 : When Cars Attack (TV)
- 1997 : Richard Belzer: Another Lone Nut (TV)
- 2001 : Laughing Out Loud: America's Funniest Comedians (vidéo)
- 2003 : Bitter Jester

### Comme producteur
- 1997 : Richard Belzer: Another Lone Nut (TV).

### Séries TV
- Homicide (TV)
- New York Unité Spéciale (TV)

## Publications
- How to Be a Stand-Up Comic, 1988,  (ISBN 0-394-56239-9).
- UFOs, JFK, and Elvis: Conspiracies You Don’t Have to be Crazy to Believe, 1999,  (ISBN 0-345-42918-4).
- Momentum: The Struggle for Peace, Politics, and the People , 2002,  (ISBN 978-0340793947).
- I Am Not a Cop!, 2008,  (ISBN 1-4165-7066-7).
- I Am Not a Psychic!, 2009,  (ISBN 1-4165-7089-6).
- Dead Wrong: Straight Facts on the Country’s Most Controversial Cover-Ups, 2012,  (ISBN 1-6160-8673-4).
- Hit List: An In-Depth Investigation into the Mysterious Deaths of Witnesses to the JFK Assassination, 2013,  (ISBN 978-1620878071).
- Someone Is Hiding Something: What Happened to Malaysia Airlines Flight 370?, 2015,  (ISBN 978-1632207289).